# آبروان
آبروان، روستایی در دهستان آبروان بخش رضویه شهرستان مشهد استان خراسان رضوی ایران است.

## جمعیت
بر پایه سرشماری عمومی نفوس و مسکن در سال ۱۳۹۵ جمعیت این روستا ۱٬۰۶۷ نفر (در ۳۱۶ خانوار) بوده‌است.

## موقعیت
آبروان روستا در۳۲ کیلومتری مشهد و در مسیر راه مشهد – سرخس قرار دارد و مرکز دهستان آبروان می‌باشد. ارتفاع آن از سطح دریا ۹۳۰ متر و در دامنه تپه ماهورها قرار گرفته و هوای آن معتدل و خشک است.